# Рева Василь Лаврентійович
Ре́ва Василь Лавре́нтійович (* 28 серпня 1919, Попівка, Зіньківський район — † 19 лютого 1981, Суми) — учасник німецько-радянської війни, молодший лейтенант, в 1944 році — командир танка Т-34 1-го танкового батальйону 3-ї танкової Чаплинської Червонопрапорної бригади 23-го танкового корпусу 2-го Українського фронту. Герой Радянського Союзу, нагороджений орденом Червоної Зірки, медалями.

## Життєпис
Походить з селянської родини. 1935 року закінчив семирічку, 1940 — Писаревщанський зооветеринарний технікум, працював в Лохвицькому районному земельному відділі. 1940 року призваний до проходження строкової служби в радянській армії, проходив службу в 14-у окремому полку Одеського військового округу.
Учасник Другої світової війни з червня 1941 року. Відправлений на навчання, 1943 року закінчив Саратовське танкове училище. Брав участь у боях на Західному, Центральному, Другому Українському фронтах; був поранений.
У вуличному бою за румунське місто Меркуря-Чукулуй відзначився екіпаж його танка, ведучи успішний бій в місці розташування противника. Коли танк був підбитий та закінчилися набої, танкісти зуміли в рукопашному бою вистояти до підходу допомоги.
Указом Президії ВР СРСР від 24 березня 1945 року «за зразкове виконання бойових доручень командування на фронті боротьби з німецько-фашистськими загарбниками та проявлені при цьому мужність і героїзм», Реві присвоєно звання Героя Радянського Союзу із врученням ордена Леніна і медалі «Золота Зірка» № 2605.
1946 року демобілізувався, приїхав до праці в Буринський район Сумської області; працював воєнним керівником у школі, інструктором райкому партії, заступником голови колгоспу, старшим економістом планового відділу. Переїхав до Бурині, останні роки проживав в Сумах.
В Сумах на початку вулиці Героїв Сталінграду на алеї Слави серед портретів 39-ти героїв Радянського Союзу, що пов'язані з Сумами і Сумщиною, розміщений портрет і Василя Реви.